# Uracanthus insignis
Uracanthus insignis là một loài bọ cánh cứng trong họ Cerambycidae.